# Judith Barsi
Judith Barsi (Los Angeles, 1978. június 6. – Los Angeles, 1988. július 25.) magyar származású, amerikai gyermekszínész, egy nagy vihart kavart gyilkosság áldozata.

## Élete
Apja, Barsi József az 1956-os forradalom után elmenekült a kommunista Magyarországról. 1964-ben New Yorkba, majd Los Angelesbe költözött, ahol találkozott Maria Virovacz-cel, egy szintén magyar származású bevándorlóval, akivel összeházasodott és 1978. június 6-án megszületett gyermekük, Judith Barsi.
Judith négy éves korától színészkedett, miután egy korcsolyapályán felfedezte egy ügynök. Több mint 70 reklámfilmben szerepelt, valamint televíziós pályafutása mellett számos filmben. 
Egyes becslések szerint évente több mint 100 000 dollárt keresett, így segített családjának egy háromhálószobás házat vásárolni a Los Angeles-i West Hillsben.
Korához képest alacsony volt (10 éves korában 112 cm), ezért növekedésihormon-injekciókat kapott. Több olyan szerepet is vállalt, ahol fiatalabb személyt testesített meg.

## Halála
Barsi József alkoholfüggősége egyre durvább volt, a rendőrség három különböző alkalommal tartóztatta le ittas vezetésért. 1986 decemberében Maria feljelentette fizikai erőszak miatt, de miután a rendőrség nem találta visszaélésnek fizikai jeleit, nem emeltek vádat a férfi ellen.
Többször megfenyegette a lányát és feleségét, hogy elvágja a torkukat vagy rájuk gyújtja a házat. Judith is panaszkodott, hogy apja többször bántalmazta, ezért egy gyermekpszichológushoz vitték, aki súlyos testi és érzelmi megrázkódtatásról számolt be.
Maria elindította a válópert férje ellen, és lányával egy Panorama City-ben található lakásba költözött.
Judith 1988. július 25-én reggel még biciklizni ment. Aznap este, miközben a kislány aludt, József fejbe lőtte, utána meggyilkolta Mariát is. Majd benzint öntött a holttestekre, felgyújtotta őket, majd egy 32-es kaliberű pisztollyal magával is végzett.
1988. augusztus 9-én Judith Barsit és anyját a Los Angeles-i Forest Lawn Memorial Parkban helyezték végső nyugalomra.

## Emlékezete
1989 novemberében debütált a mozikban utolsó filmje, a Charlie – Minden kutya a mennybe jut című rajzfilm, amiben Anne-Marie hangját adta. A film rendezője, Don Bluth magasztalón nyilatkozott róla: „teljesen ámulatba ejtett, bármilyen instrukciót megértett, a legbonyolultabb helyzetekben is”. Továbbá elmondta, hogy jövőbeni produkcióiban is számított a kislányra. A film stáblistája alatt szóló „Love Survives” című dal rá emlékezik.
Egy másik híres szerepe az 1988-as őslények országa című rajzfilmben Kacsacsőr, a kis hadrosaurus szinkronszerepe volt.  A kislány Los Angeles-i Forest Lawn emlékparkban található sírjára felvésték a karakter gyakori mondását: "yep yep yep" (a magyar változatban "igen igen igen"-nek fordították le).

## Filmográfia

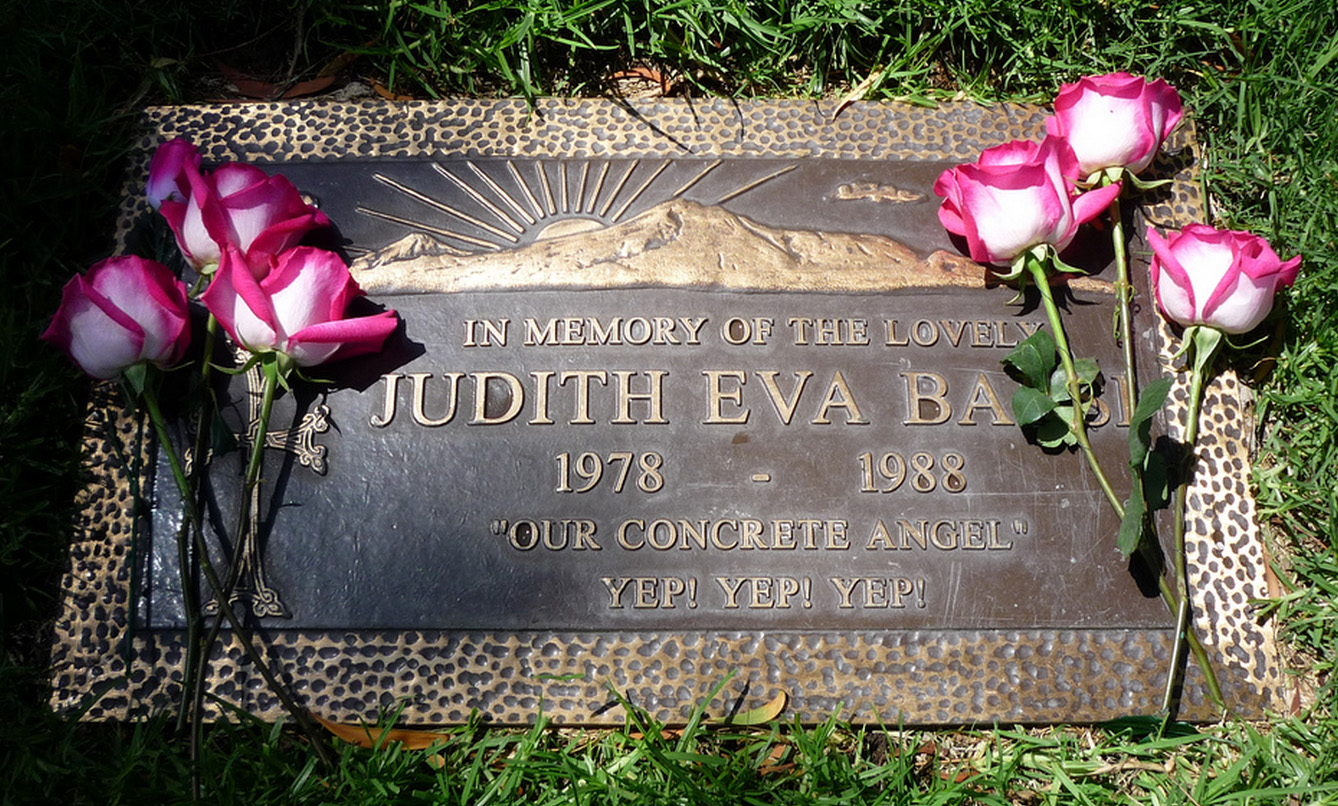
Sírja.

| Év      | Cím                                                          | Szerep                         | Megjegyzés/Szinkronhang                                                                                   |
| ------- | ------------------------------------------------------------ | ------------------------------ | --- |
| 1984    | Végzetes látomás (Fatal Vision)                              | Kimberly (3 éves)              | minisorozat: 2 részben                                                                                    |
| 1984    | Jessie                                                       | Katie                          | TV-sorozat: "Valerie's Turn" című részben                                                                 |
| 1985    | A gyerekek hallgatnak (Kids Don't Tell)                      | Jennifer Ryan                  | TV-film                                                                                                   |
| 1985    | Do You Remember Love                                         | Kathleen                       | TV-film                                                                                                   |
| 1985    | Alkonyzóna (The Twilight Zone)                               | Gertie                         | TV-sorozat: "A Little Peace and Quiet" című részben                                                       |
| 1985    | There Were Times, Dear                                       | Molly Reed                     | TV-film                                                                                                   |
| 1985    | The Fall Guy                                                 | kislány                        | TV-sorozat: "Escape Claus" című részben                                                                   |
| 1986    | Remington Steele                                             | Laurie Beth Piper              | TV-sorozat: "Suburban Steele" című részben                                                                |
| 1986    | Punky Brewster                                               | Anna                           | TV-sorozat: 2 részben                                                                                     |
| 1986    | Trapper John, M.D.                                           | Lindsay Christmas              | TV-sorozat: "Life, Death and Dr. Christmas" című részben                                                  |
| 1986    | Cheers                                                       | gyermek                        | TV-sorozat: "Relief Bartender" című részben                                                               |
| 1986    | Cagney & Lacey                                               | Shauna Bard                    | TV-sorozat: "Disenfranchised" című részben                                                                |
| 1986    | The New Gidget                                               | Kislány                        | TV-sorozat: "It's Only Rock & Roll" című részben                                                          |
| 1986    | Tigrisszem (Eye of the Tiger)                                | Jennifer Matthews              | |
| 1986    | Szerelemhajó (The Love Boat)                                 | Karácsonyi angyal              | TV-sorozat: "The Christmas Cruise: Part 2" című részben                                                   |
| 1987    | Destination America                                          | Amy                            | TV-film                                                                                                   |
| 1987    | Élet-halál tánc (Slam Dance)                                 | Bean                           | |
| 1987    | A cápa bosszúja (Jaws: The Revenge)                          | Thea Brody                     | Magyar hanjga: Vicsek Eszter                                                                              |
| 1987–88 | The Tracey Ullman Show                                       | Kislány/Karen                  | TV-sorozat: 2 részben                                                                                     |
| 1988    | Egy kórház magánélete (St. Elsewhere)                        | Debbie Oppenheimer             | TV-sorozat: "The Abby Singer Show" című részben                                                           |
| 1988    | Growing Pains                                                | fiatal Carol                   | TV-sorozat: "Graduation Day" című részben                                                                 |
| 1988    | ABC Afterschool Special                                      | Billie Foster                  | Episode: "A Family Again" című részben, posztumusz megjelenés                                             |
| 1988    | Őslények országa                                             | Kacsacsőr (csak szinkronhang)  | posztumusz megjelenés, Magyar hangjai: 1. magyar hangja: Detre Annamária, 2. magyar hangja: Talmács Márta |
| 1989    | Charlie – Minden kutya a mennybe jut (All Dogs Go to Heaven) | Anne-Marie (csak szinkronhang) | posztumusz megjelenés, Magyar hangja: Villányi Viktória                                                   |
| 1992    | Growing Pains                                                | fiatal Carol                   | TV-sorozat: "The Last Picture Show, part 2" című részben (Archív felvételről)                             |

## Fordítás
Ez a szócikk részben vagy egészben  a   Judith Barsi című angol Wikipédia-szócikk fordításán alapul.  Az eredeti cikk szerkesztőit annak laptörténete sorolja fel. Ez a jelzés csupán a megfogalmazás eredetét és a szerzői jogokat jelzi, nem szolgál a cikkben szereplő információk forrásmegjelöléseként.